# Christelijk Verbond Oldebroek
Het Christelijk Verbond Oldebroek (CVO) is een Nederlandse lokale politieke partij in de gemeente Oldebroek.
De partij is in 2022 ontstaan na een splitsing van de SGP-afdeling. Op 17 juni 2022 volgde publieke omroep PowNed van Rutger Castricum onder meer de SGP-jongeren in de documentaire Refolutie. Bij de gemeenteraadsverkiezingen van maart 2022 behaalde CVO drie zetels. Oprichter is Tom de Nooijer, die door SGP Oldebroek na een langer durend conflict niet op de kieslijst voor de aanstaande gemeenteraadsverkiezingen werd geplaatst, waarop de kandidaat-raadsleden Jonathan Vroombout, Barry van der Velde, Jack van Werven en Carlo van de Put de SGP verlieten.
De gewonnen zetels gingen grotendeels ten koste van de SGP, die halveerde van vier naar twee zetels.